# Újszilvás
Újszilvás är en ort i Ungern.   Den ligger i provinsen Pest, i den centrala delen av landet, 70 km öster om huvudstaden Budapest. Újszilvás ligger 94 meter över havet och antalet invånare är 2 722.
Terrängen runt Újszilvás är mycket platt. Runt Újszilvás är det ganska tätbefolkat, med 120 invånare per kvadratkilometer. Närmaste större samhälle är Abony, 11,2 km sydost om Újszilvás. Trakten runt Újszilvás består till största delen av jordbruksmark.